# 尾崎世梨
尾崎世梨（日语：／ Ozaki Seri，2002年9月22日—），日本女子击剑运动员，主攻佩剑，2022年世界击剑锦标赛女子佩剑团体铜牌得主、2022年亚洲运动会女子佩剑团体银牌得主和女子佩剑个人铜牌得主。